# Egidio Vagnozzi

Kardinalswappen von Egidio Vagnozzi

Egidio Kardinal Vagnozzi (* 2. Februar 1906 in Rom, Italien; † 26. Dezember 1980 ebenda) war ein Kurienkardinal der römisch-katholischen Kirche.

## Leben
Egidio Vagnozzi studierte in Rom Katholische Theologie und Philosophie. Er empfing am 22. Dezember 1928 das Sakrament der Priesterweihe und trat nach weiterführenden Studien im Jahre 1930 in die Dienste des Staatssekretariates. Von 1932 bis 1942 gehörte er zum Mitarbeiterstab der Apostolischen Delegation in den USA, von 1942 bis 1945 war er Berater der Apostolischen Nuntiatur in Portugal, von 1945 bis 1947 nahm er die gleiche Aufgabe in Frankreich wahr. In den Jahren 1947 und 1948 gehörte er dem Mitarbeiterstab der Päpstlichen Delegation für die Vorbereitung zur Aufnahme diplomatischer Beziehungen zwischen dem Vatikan und Indien an.
1949 ernannte ihn Papst Pius XII. zum Titularerzbischof von Myra und zum Apostolischen Gesandten für die Philippinen. Die Bischofsweihe spendete ihm am 22. Mai 1949 in Rom Kardinal Adeodato Giovanni Piazza OCD; Mitkonsekratoren waren Erzbischof Francesco Borgongini Duca, Apostolischer Nuntius in Italien, und Erzbischof Roberto Ronca, Prälat von Pompei. 1951 wurde er Apostolischer Nuntius in den Philippinen. Papst Johannes XXIII. bestimmte Egidio Vagnozzi 1958 zum Apostolischen Gesandten in den USA. Von 1962 bis 1965 nahm er am Zweiten Vatikanischen Konzil teil.
Papst Paul VI. nahm ihn 1967 als Kardinaldiakon mit der Titeldiakonie San Giuseppe al Trionfale in das Kardinalskollegium auf und übertrug ihm ein Jahr darauf das Amt des Präfekten der Güterverwaltung des Apostolischen Stuhls. 1973 wurde er unter Beibehaltung seiner Titelkirche zum Kardinalpriester pro hac vice erhoben.
Egidio Vagnozzi starb am 26. Dezember 1980 in Rom und wurde zunächst auf dem Friedhof Campo di Verano bestattet. 1983 überführte man seine Gebeine in seine Titeldiakonie San Giuseppe in via Trionfale.